# Label (commande DOS)
Pour les articles homonymes, voir Label.
label est une commande MS-DOS permettant de définir le label (le nom) d'un disque dur connecté au système. La commande est disponible sur la plupart des versions de Windows (Windows 95, Windows 98, Windows ME, Windows NT, Windows 2000, Windows XP, Windows Vista, Windows 7 à 8)

## Paramètres
```
LABEL [drive:][label]
LABEL [/MP] [volume] [label]

```

| Paramètres | Description                            |
| ---------- | -------------------------------------- |
| drive:     | Spécifie la lettre du volume           |
| label      | Spécifie le nom à attribuer au volume. |

## Sources & Références
1. ↑  (en) « MS-DOS label command help », Website Informations,‎ 31 janvier 2018 (lire en ligne, consulté le 31 janvier 2018)